# Liv Andrea Hauge

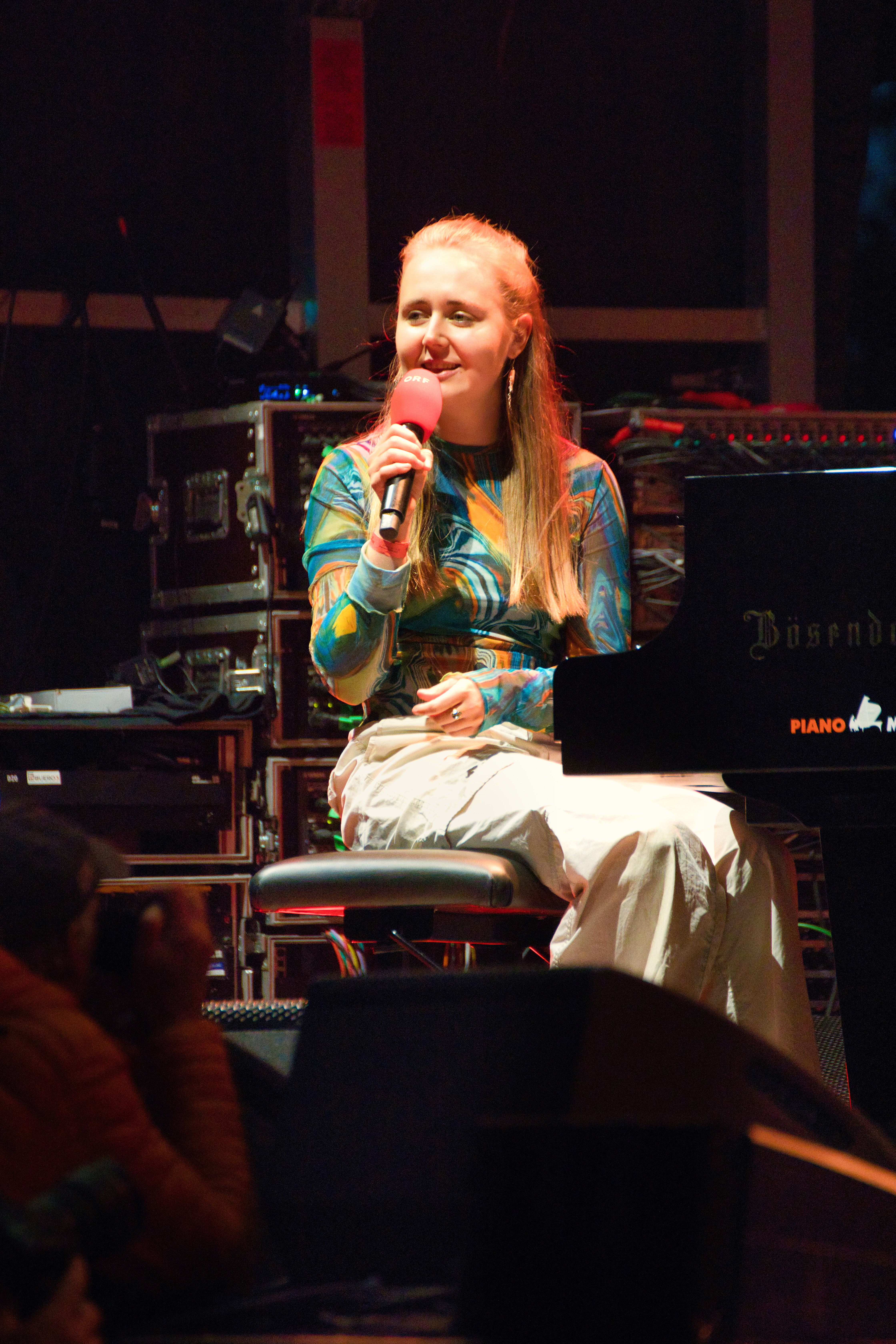
Liv Andrea Hauge (beim INNtöne Jazzfestival 2024 mit ihrem Trio)

Liv Andrea Hauge (* 1995) ist eine norwegische Jazzmusikerin (Piano, Komposition).

## Wirken
Hauge, die ursprünglich aus Mosjøen in Nordland stammt, studierte bis 2020 Jazz-Piano an der Norwegischen Musikhochschule.
Von Oslo aus arbeitete Hauge zunächst im Kongle Trio (mit Veslemøy Narvesen am Schlagzeug und Øystein Skjelstad Østensen am Bass, Live at Moldejazz) und im Laydbird Orchestra (Fly, 2021). Im internationalen Quintett Melting Pott trat sie 2021 beim Jazzfest Berlin mit Barbara Maria Neu, Paulina Owczarek, Nick Dunston und Elias Devoldere auf. 2022 veröffentlichte sie mit ihrem Liv Andrea Hauge Trio das Album Live from St.Hanshaugen, das von der Kritik positiv aufgenommen wurde. Im Trio mit Georgia Wartel Collins (Bass) und August Glännestrand (Schlagzeug) folgte beim Label Hubro das Album das Studioalbum Ville Blomster, das sie 2024 auch bei der Jazzahead in Bremen vorstellte.
2023 veröffentlichte Hauge zudem zusammen mit ihrem Ensemble, zu dem neben der Sängerin Ranghild Moan Marte Eberson, Signe Emmeluth, Torstein Lavik Larsen, Fredrik Luhr und Andreas Winther gehörten, auf Odin das Album Hva nå, Ekko?, eine Auftragskomposition der Festspillene Helgeland, die sie auf dem Kongsberg Jazzfestival, dem Oslo Jazz Festival und Hemnesjazz aufführte. Weiterhin arbeitete sie im Duo Bye Lila mit der Sängerin Lisbeth-Anita Grimsø Olsen, mit dem das Album And Then Summer Came entstand. 
2024 erhielt Hauge mit ihrem Trio den Zenith Award des Europe Jazz Network.

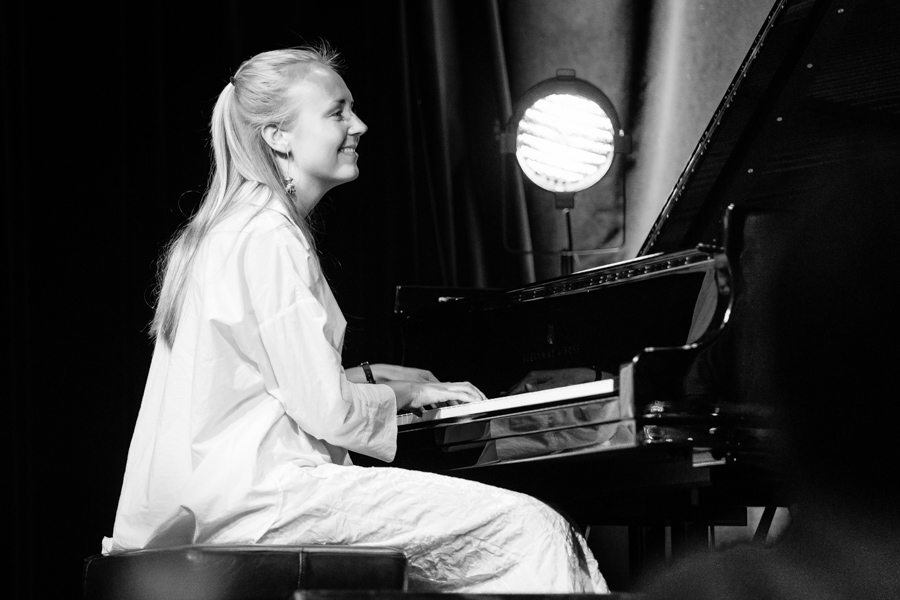
Liv Andrea Hauge (Oslo Jazzfestival 2020)

## Diskographische Hinweise
- Kongle Trio: Live at Moldejazz (2023, mit Øystein Skjelstad Østensen, Veslemøy Narvesen)
- Ville Blomster (Hubro 2024, mit Georgia Wartel Collins, August Glãnnestrand)